# 海南虎刺
海南虎刺（学名：Damnacanthus hainanensis）为茜草科虎刺属下的一个种。其种加词“hainanensis”意为“海南的”。

## 形态特征
无刺灌木，叶革质，干后黑色，椭圆状卵形、长圆形或长圆状披针形，长6-11厘米，宽2-4.5厘米，两面无毛，顶端骤尖，基部圆或楔形，边具反卷线；中脉两面凸出，侧脉每边5-7条，两面凸出；叶柄长2-8毫米，无毛；托叶生叶柄间，三角形，早落。花通常2朵生于腋生的短总梗上；苞片小，鳞片状；花梗长约2毫米；花萼杯状，顶截平，具三角形萼齿或萼齿不明显；花冠管状漏斗形，长约1.4厘米，外面无毛，内面自喉部至管上部被柔毛，檐部4裂，裂片卵状披针形；雄蕊4，着生于花冠喉部，花丝长约1毫米，花药长圆形，长约2毫米，外露；子房3-4室，花柱内藏，顶部4裂，裂片线形。核果扁圆形，直径约8毫米，具3-4分核，熟时红色。
花期5月，果熟期11月。